# IFK Göteborg
Pour les articles homonymes, voir IFK Göteborg (homonymie).
Maillots
Dernière mise à jour : 23 février 2025.
L’IFK Göteborg est un club de football suédois basé à Göteborg. Il joue en première division sans discontinuer depuis 1977.
C'est l'un des clubs les plus populaires du pays, et l'un de ceux au palmarès le plus fourni : depuis sa fondation en 1904, il a remporté 18 titres de champion de Suède et 8 coupes de Suède. C'est le seul club suédois à avoir remporté une compétition européenne, en s'imposant à deux reprises en coupe UEFA en 1982 et 1987.
L'IFK Göteborg joue à domicile au stade de Gamla Ullevi. Il est actuellement présidé par Mats Engström.

## Histoire

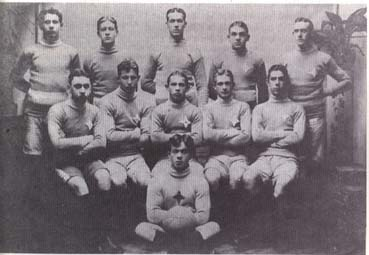
L'équipe en 1905.

L'IFK Göteborg est fondé le 4 octobre 1904 au Café Olivedal : il s'agit de la 39e association sportive suédoise de l'Idrottsföreningen Kamraterna. Une section football est créée dès la première réunion, et le premier match de l'équipe est une victoire par 4 buts à 1 contre un club de la région, l'IK Viking. La fondation de l'IFK apporte une concurrence bienvenue à Göteborg, jusqu'alors dominée par son plus gros club, l'Örgryte IS. En 1907, l'IFK parvient à battre l'Örgryte IS, invaincu depuis quatre ans. L'année suivante, il décroche son premier titre de champion en remportant la Svenska Mästerskapet 1908 et affronte pour la première fois des clubs étrangers : l'Østerbro BK et le B 93 Copenhague, deux équipes danoises. Toujours en 1908, trois joueurs de l'IFK sont sélectionnés pour participer à la première rencontre de l'équipe nationale.
Les joueurs de l'IFK portent pour la première fois leurs jerseys rayés bleu et blanc en 1910, année qui les voit décrocher une deuxième Mästerskapet. En 1912, le club fait match nul (1-1) contre l'équipe olympique suédoise, et les journaux de Stockholm proclament l'IFK « meilleur club de football suédois de tous les temps ». Il remporte le championnat Svenska Serien cinq fois de suite entre 1913 et 1917, ainsi que la Svenska Mästerskapet 1918.
Le premier véritable championnat de football suédois, Allsvenskan, est créé à l'automne 1924. L'IFK termine cette première saison en deuxième position, mais le jeune Filip Johansson, qui fait ses débuts sous les couleurs du club, marque 39 buts en 22 matches et termine meilleur buteur de l'exercice,. Durant les dix années qui suivent, l'IFK se classe systématiquement parmi les quatre premiers, mais ce n'est qu'en 1935 qu'il remporte son premier championnat, qui correspond à son quatrième titre de champion. La domination des équipes de Göteborg prend fin au milieu des années 1930, et l'IFK est même relégué en deuxième division en 1938. Il retrouve néanmoins l'élite dès la saison suivante, et remporte un nouveau titre en 1942.
Après ce titre, l'IFK connaît des résultats en dents de scie, malgré la présence dans ses rangs de l'attaquant Gunnar Gren, meilleur buteur du championnat en 1947. Gren quitte le club en 1949, et l'IFK descend en deuxième division dès la saison suivante. Comme en 1938, il n'y reste qu'une année avant de remonter en 1950. Après un nouveau titre de champion en 1958, l'IFK participe pour la première fois à une compétition européenne : il est éliminé au deuxième tour de la Coupe des clubs champions européens 1958-1959 par un club d'Allemagne de l'Est, le Wismut Karl Marx Stadt, après une défaite 4-0 au match retour.
Une nouvelle décennie aux résultats décevants s'ensuit avant que Bertil Johansson, joueur devenu entraîneur, ne conduise l'IFK à son septième titre de champion en 1969. La saison suivante est catastrophique, et le club redescend en deuxième division. Contrairement à ses précédents passages dans la division inférieure, l'IFK ne remonte pas immédiatement et doit attendre 1976 pour retrouver l'élite du football suédois. Sven-Göran Eriksson, qui entraîne l'équipe de 1978 à 1982, introduit un nouveau dispositif tactique en 4-4-2. Dès sa première année à la tête de l'IFK, l'équipe se classe deuxième du championnat et remporte sa première coupe de Suède.

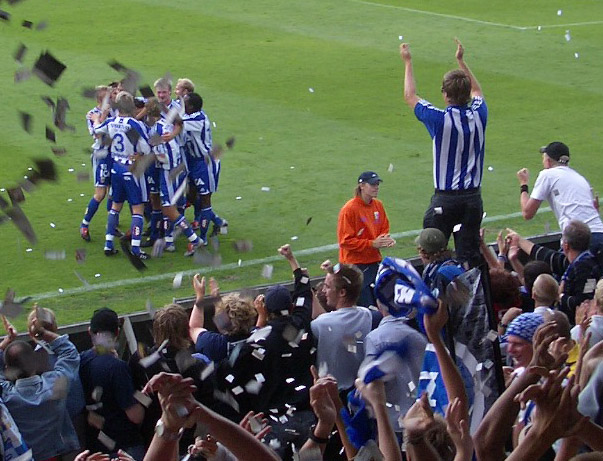
Joueurs et supporters célébrant un but contre Örebro SK en 2004.

Renforcé par l'arrivée de joueurs coûteux comme Thomas Wernerson et Stig Fredriksson, l'IFK connaît une année 1981 fructueuse, terminant deuxième du championnat et se qualifiant pour les quarts de finale de la coupe UEFA. L'année suivante commence plus difficilement : le conseil d'administration est entièrement remplacé et le club frôle la faillite, au point de devoir faire appel à la générosité de ses supporters pour financer le voyage des joueurs jusqu'à Valence, où l'IFK doit disputer son quart de finale européen. En fin de compte, l'IFK remporte toutes les compétitions dans lesquelles il est engagé : championnat, coupe de Suède et coupe UEFA.
C'est le début de quinze années de domination du football suédois pour l'IFK. Après deux championnats (1983, 1984) et une coupe de Suède (1983), le club atteint les demi-finales de la Coupe des clubs champions européens 1985-1986, où il est éliminé aux tirs au but par le FC Barcelone. Une équipe renouvelée réussit le double championnat et coupe UEFA en 1987. Sous la houlette de Roger Gustafsson, entraîneur des jeunes promu à la tête de l'équipe première, l'IFK remporte cinq championnats sur six entre 1990 et 1995, ainsi qu'une coupe de Suède en 1991. Il réalise un petit exploit lors de la Ligue des champions de l'UEFA 1994-1995, en sortant premier d'un groupe de qualification relevé comprenant le FC Barcelone, Manchester United et Galatasaray. L'IFK est finalement éliminé en quarts de finale par le Bayern Munich.
La fin des années 1990 est difficile pour le club, qui tombe de son piédestal. Malgré l'achat à prix d'or de plusieurs joueurs, ses meilleures performances se limitent à une deuxième place en 1997. Symbole de cette crise, le club change d'entraîneur en cours de saison pour la première fois de son histoire en 1998, et à nouveau l'année suivante. Les résultats des années 2000 sont erratiques : le club passe au bord de la relégation en 2002, puis se classe 3e en 2004 et 2e en 2005 avant de remporter son dix-huitième titre de champion de Suède en 2007. Bien qu'il n'ait remporté depuis que trois coupes de Suède (2008, 2013 et 2015), l'IFK reste considéré comme l'une des trois équipes majeures du football suédois, avec Malmö FF et l'AIK Solna.

## Couleurs et insigne

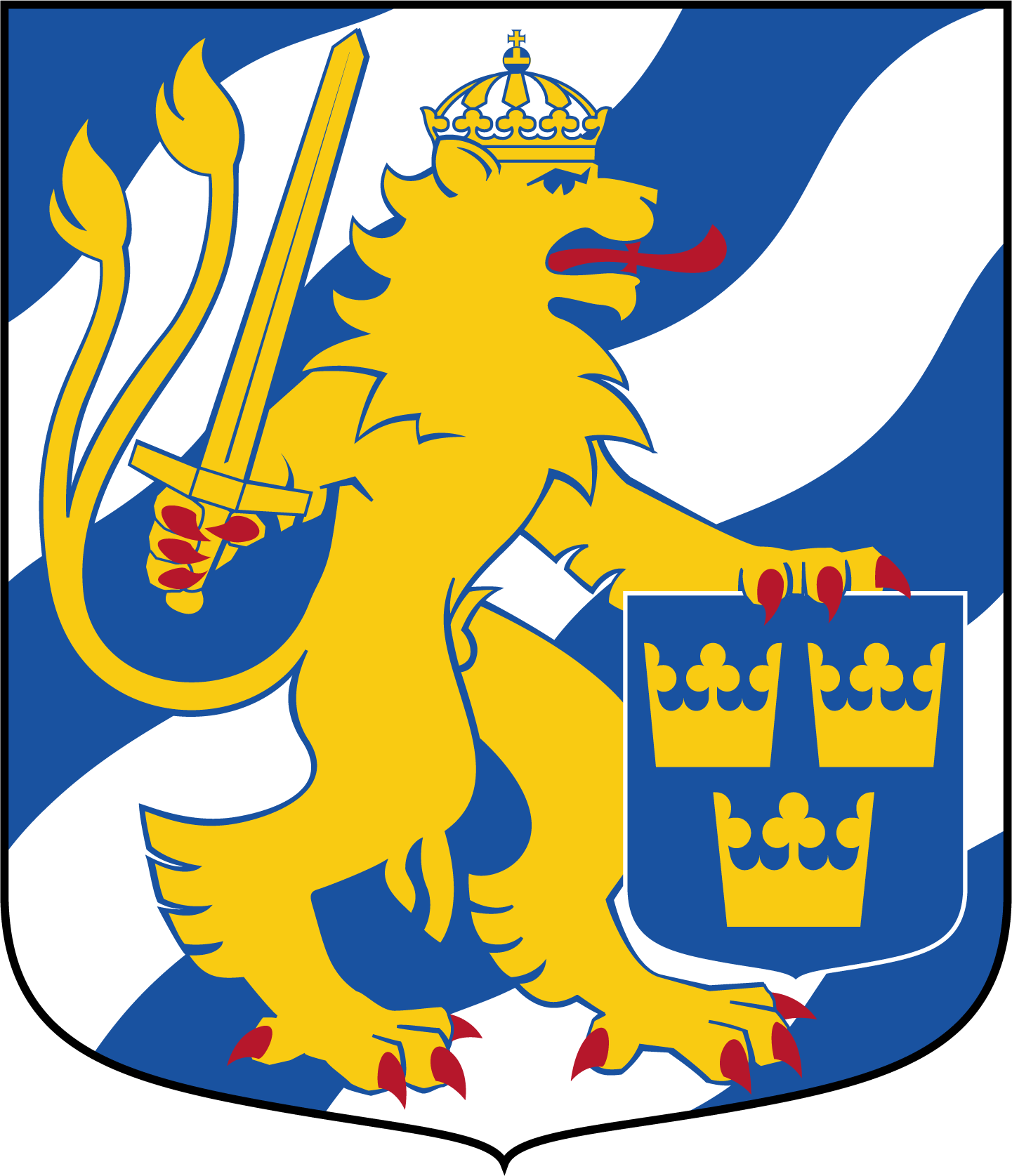
Les armoiries de Göteborg sont reprises sur le logo de l'IFK.

Les couleurs traditionnelles de toutes les associations IFK sont le bleu et le blanc, et l'IFK Göteborg ne fait pas exception à la règle. Le tout premier maillot du club est bleu, coupé horizontalement par une bande blanche, avec une étoile blanche à quatre pointes (l'un des symboles des associations IFK) sur la poitrine. Dans les années qui suivent, les joueurs portent généralement des maillots entièrement blancs ou bleus, sans rayures. Le maillot bleu et blanc à rayures verticales, inspiré de celui du Kjøbenhavns Boldklub, est utilisé pour les rencontres à domicile depuis 1910. Le logo du principal sponsor du club, ICA, figure sur les maillots de 1982 à 2011 ; il est remplacé par celui de Prioritet Finans au début de la saison 2011. Aucun autre logo n'apparaît dessus.
Le club dispute traditionnellement ses matches à l'extérieur en rouge et blanc, bien que d'autres combinaisons de couleurs aient été utilisées à l'occasion, notamment à partir des années 1990. Depuis 2011, les maillots extérieurs sont rose et noir. Un troisième maillot à dominante blanche est créé à la demande des supporters en 2007.
L'insigne de l'IFK provient des armoiries de Göteborg, conférées à la ville par le roi Gustave-Adolphe au XVIIe siècle. Elles représentent un lion d'or sur fond azur et argent (emblème de la famille des Folkungar) qui brandit une épée et un écu portant les armoiries de la Suède (trois couronnes d'or sur fond azur). Le logo du club s'en distingue par l'orientation du lion (il est tourné vers la gauche, et non vers la droite) et l'ajout des trois lettres IFK au sommet. Il figure sur les maillots depuis 1919.

## Stade

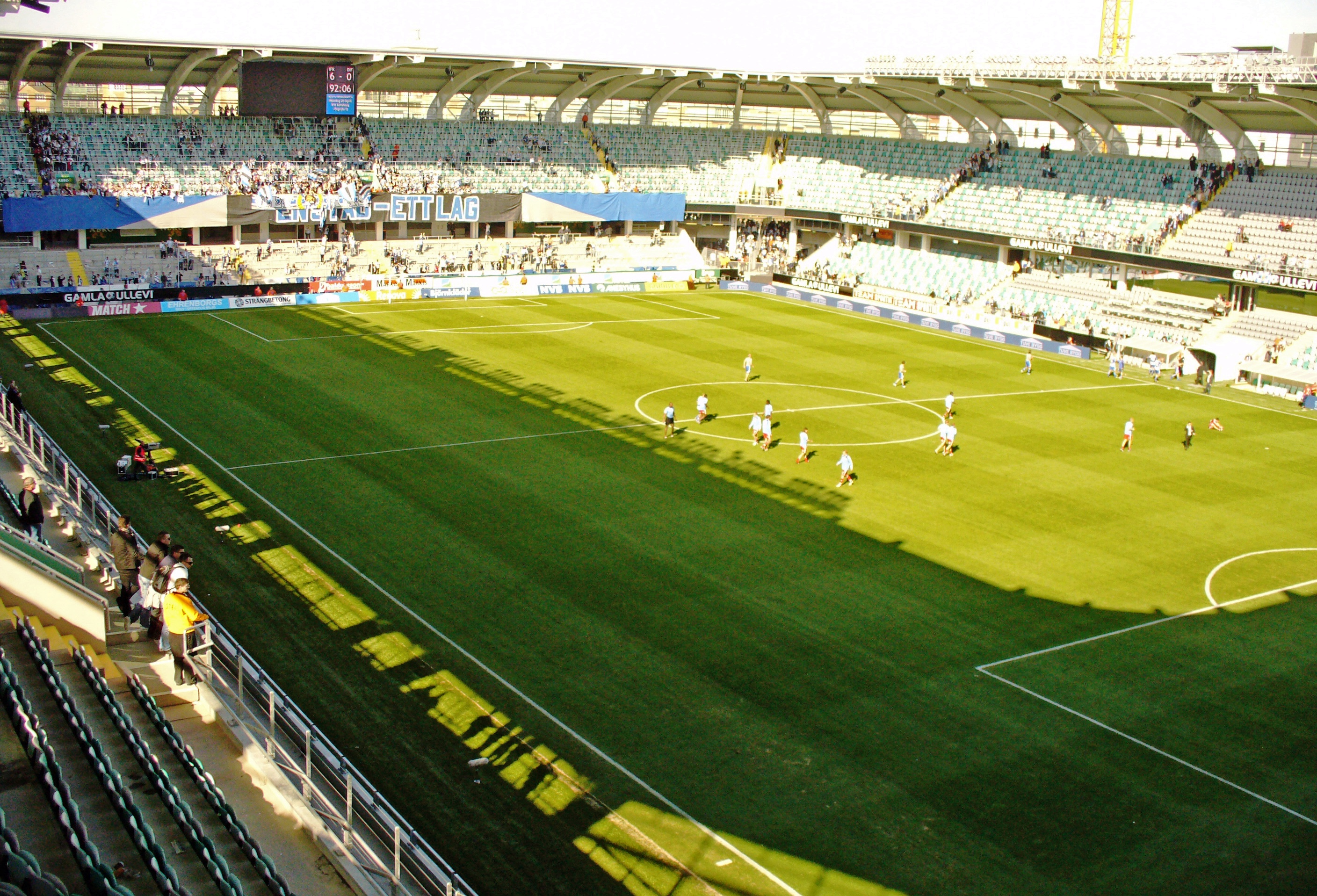
Le Gamla Ullevi en 2009.

L'IFK Göteborg joue à domicile au stade de Gamla Ullevi. Historiquement, le premier stade du club est l'Idrottsplatsen, construit en 1896 pour héberger des épreuves de cyclisme sur piste. L'IFK s'y installe dès 1905, tout en jouant parfois également au Valhalla Idrottsplats. Lors de la saison 1909, le club utilise le Balders Hage, stade de l'Örgryte IS, en raison d'une dispute avec les propriétaires de l'Idrottsplatsen.
Dans les années 1910, l'Idrottsplatsen décline, victime de la conjoncture économique et d'une mauvaise direction. Un nouveau stade, nommé Ullervi, puis Ullevi, est construit sur ses fondations à l'aide de financements externes en 1915 et inauguré l'année suivante. L'IFK y joue pendant quatre décennies avant de déménager dans le nouveau stade d'Ullevi (Nya Ullevi), construit pour la Coupe du monde de 1958.
Les faibles affluences de la fin des années 1980 et du début des années 1990 incitent la direction à organiser le retour du club à l'ancien stade d'Ullevi (Gamla Ullevi), qui a lieu en 1992. Néanmoins, les rencontres à forte affluence (derbys, matches européens) continuent à être disputés au Nya Ullevi, qui dispose de davantage de places (43 000 contre 18 000 pour le Gamla Ullevi).
Le Gamla Ullevi est détruit en janvier 2007 pour laisser place à un nouveau stade, qui conserve le même nom. Durant sa construction, l'IFK joue les rencontres des saisons 2007 et 2008 au Nya Ullevi. Le nouveau stade est inauguré le 11 avril 2009 par une victoire 6 à 0 contre le Djurgårdens IF.

## Supporters
Au début du XXe siècle, le principal club de la région de Göteborg est l'Örgryte IS, apprécié par la classe moyenne, puis par les classes supérieures, comme la plupart des équipes de l'époque. L'IFK puise quant à lui son soutien dans les classes populaires, donnant lieu à une rivalité enflammée entre les deux clubs, alimentée tant par la fierté locale que par les conflits de classe. On attend alors des supporters un comportement de gentlemen : ils sont censés applaudir autant l'équipe qu'ils soutiennent que ses adversaires. Ce comportement n'est pas celui des supporters des clubs de Göteborg : les rencontres sont souvent émaillées de bagarres dans les tribunes, et le terrain est fréquemment envahi par le public. Aux yeux de la presse suédoise, les supporters de l'IFK et de l'Örgryte sont la lie du football suédois.
La rivalité entre les deux clubs s'apaise après la Première Guerre mondiale, et leurs supporters se comportent de façon plus amicale et respectueuse… du moins à domicile. Les rencontres à l'extérieur sont en effet marquées par l'agitation des supporters dans les trains qui les conduisent au stade (les göteborgstågen, ou « trains de Göteborg »). Ce phénomène ne cesse de prendre de l'ampleur dans les années 1920 et culmine en 1939, lors d'une rencontre à Borås qui voit l'IFK s'incliner contre l'IF Elfsborg par 3 buts à 2. Après le match, les supporters s'en prennent aux forces de police de Borås, et une fois de retour à Göteborg, ils perturbent un exercice militaire simulant une coupure généralisée d'électricité.

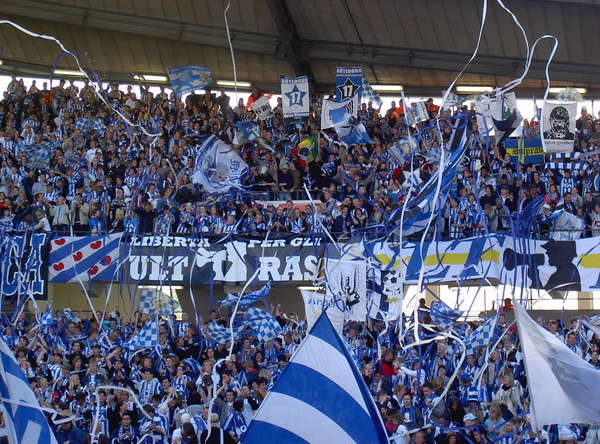
Des supporters de l'IFK Göteborg lors du derby contre Örgryte IS en 2005.

Comme dans le reste du monde, les deux décennies qui suivent la Seconde Guerre mondiale sont relativement exemptes de violences dans les stades. Les choses commencent à bouger à la fin des années 1960. Fortement inspirés par les supporters anglais, les supporters suédois s'organisent et forment la plupart des grands groupes de supporters actuels : les Black Army de l'AIK, les Blue Saints de Djurgårdens IF et le club de supporters de l'IFK Göteborg, Änglarna (« les Anges »), formé une première fois en 1969, puis officiellement en 1973.
Dans les années 1980 et 1990, l'IFK participe à plusieurs coupes européennes. Il est suivi par plusieurs milliers de fans lors de ses déplacements à Hambourg, Barcelone, Dundee, Milan, Manchester et Munich. Les supporters jouent alors un rôle de plus en plus important au sein de la vie du club : ils lui prêtent de l'argent pour payer le voyage des joueurs jusqu'à Valence lors de la Coupe UEFA 1981-1982, et ils sont à l'origine du retour du club au stade de Gamla Ullevi en 1992. Malgré les bons résultats du club, l'affluence décroît à partir du début des années 1990, mais la tendance s'inverse et l'affluence moyenne du début des années 2000 retrouve des niveaux comparables à ceux du début des années 1980. Les années 2000 voient également les supporters suédois s'intéresser davantage à la culture du football de l'Europe du Sud : tifos et ultras deviennent monnaie courante dans les stades du pays. De nouveaux clubs de supporters sont créés, comme les Ultra Bulldogs, les Young Lions ou les West Coast Angelz.
L'IFK est le club de football le plus populaire de Suède. Selon une enquête de 2004, 13 % des fans de football suédois supportent l'IFK. À Göteborg, ils sont plus de la moitié (55 %), et dans les villes de Stockholm et Malmö, seuls les clubs locaux sont plus populaires.

## Bilan sportif

### Palmarès
Le mode de désignation du champion de Suède a connu plusieurs évolutions, et n'a pas toujours été attribué au vainqueur du championnat. Les 18 titres de champion de l'IFK Göteborg sont signalés par un astérisque dans la liste qui suit.
| Championnats nationaux | Coupes nationales | Compétitions internationales                                                            |

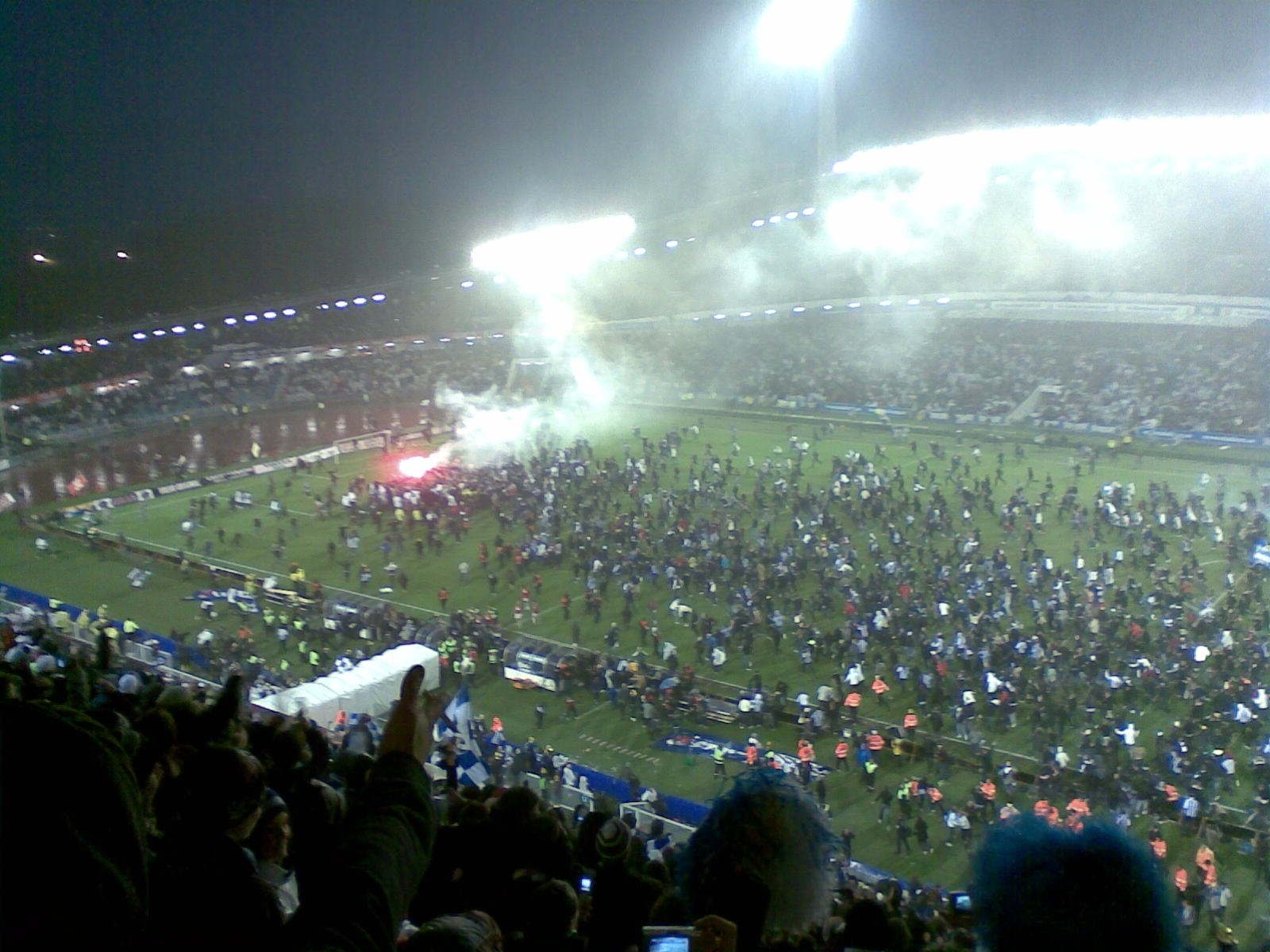
Célébration du titre de champion 2007.

Classement de l'IFK Göteborg depuis 1925. Les teintes de gris correspondent aux différentes divisions.

| - Allsvenskan : - Champion (13) : 1935*, 1942*, 1958*, 1969*, 1982, 1984, 1990, 1991, 1993*, 1994*, 1995*, 1996* et 2007*. - Svenska Serien : - Champion (5) : 1913, 1914, 1915, 1916 et 1917. - Fyrkantserien : - Champion (2) : 1918 et 1919. - Mästerskapsserien : - Champion (1) : 1991*. | - Coupe de Suède : - Vainqueur (8) : 1979, 1982, 1983, 1991, 2008, 2013, 2015 et 2020. - Finaliste (5) : 1986, 1999, 2004, 2007 et 2009. - Barrages d'Allsvenskan : - Vainqueur (5) : 1982*, 1983*, 1984*, 1987* et 1990*. - Finaliste (1) : 1985. - Svenska Mästerskapet : - Vainqueur (3) : 1908*, 1910* et 1918*. - Supercoupe de Suède : - Vainqueur (1) : 2008. - Finaliste (3) : 2009, 2010, 2013 et 2015. | - Coupe UEFA : - Vainqueur (2) : 1982 et 1987. - Royal League : - Finaliste (1) : 2005. |

### Bilan européen
| Compétition              | Titres | M   | V  | N  | D  | BP  | BC  | Diff. |
| ------------------------ | ------ | --- | -- | -- | -- | --- | --- | ----- |
| Ligue des champions (C1) | -      | 82  | 35 | 13 | 34 | 138 | 119 | +19   |
| Coupe des coupes (C2)    | -      | 8   | 2  | 3  | 3  | 7   | 11  | -4    |
| Ligue Europa (C3)        | 2      | 69  | 32 | 18 | 19 | 97  | 59  | +38   |
| Coupe Intertoto          | -      | 6   | 4  | 0  | 2  | 9   | 8   | +1    |
| Total                    | 2      | 165 | 73 | 34 | 58 | 251 | 197 | +54   |

## Personnalités du club

### Présidents
Le tableau suivant présente la liste des présidents du club depuis 1904.
| Rang | Nom               | Période   |
| ---- | ----------------- | --------- |
| 1    | Arthur Wingren    | 1904-1906 |
| 2    | Carl F. Andersson | 1906      |
| 3    | P.A. Sjöholm      | 1907-1910 |
| 4    | Carl Helgesson    | 1911-1914 |
| 5    | Herbert Johansson | 1915-1919 |

| Rang | Nom               | Période   |
| ---- | ----------------- | --------- |
| 1    | Carl "CeWe" Linde | 1920      |
| 2    | Knut Albrechtsson | 1921-1931 |
| 3    | Julius Rothenberg | 1932-1934 |
| 4    | Herbert Johansson | 1935-1946 |
| 5    | Nils Grönwall     | 1947-1968 |

| Rang | Nom              | Période   |
| ---- | ---------------- | --------- |
| 1    | Erik Johannesson | 1969-1971 |
| 2    | Bertil Westblad  | 1972-1981 |
| 3    | Gunnar Larsson   | 1982-2000 |
| 4    | Kurt Eliasson    | 2001-2002 |
| 5    | Bengt Halse      | 2003-2005 |

| Rang | Nom             | Période   |
| ---- | --------------- | --------- |
| 1    | Stig Lundström  | 2006-2008 |
| 2    | Kent Olsson     | 2009-2012 |
| 3    | Bertil Rignäs   | 2013      |
| 4    | Karl Jartun     | 2014-2015 |
| 5    | Frank Andersson | 2016-2018 |
| 6    | Mats Engström   | 2018-     |

### Entraîneurs
L'IFK n'a pas d'entraîneur pendant ses seize premières années d'existence : ce n'est qu'en 1921 que ce poste est pourvu pour la première fois par le Hongrois Sándor Bródy. Henning Svensson est celui qui l'a occupé le plus longtemps, pendant près de neuf années. Les entraîneurs les plus couronnés de succès sont Roger Gustafsson avec six trophées, suivi de Sven-Göran Eriksson et Björn Westerberg avec trois trophées chacun.
Le tableau suivant présente la liste des entraîneurs du club depuis 1921.
| Rang | Nom              | Période   |
| ---- | ---------------- | --------- |
| 1    | Sándor Bródy     | 1921-1923 |
| 2    | Henning Svensson | 1924-1929 |
| 3    | Eric Hjelm       | 1930      |
| 4    | Henning Svensson | 1931-1932 |
| 5    | Eric Hjelm       | 1933-1938 |
| 6    | Dave Morris      | 1938-1940 |
| 7    | Ernst Andersson  | 1941-1942 |
| 8    | Henning Svensson | 1943      |
| 9    | József Nagy      | 1943-1948 |
| 10   | John Mahon       | 1949-1953 |

| Rang | Nom                  | Période   |
| ---- | -------------------- | --------- |
| 11   | Axel Ohlsson         | 1953-1954 |
| 12   | Walter Probst        | 1954-1959 |
| 13   | Josef « Pepi » Stroh | 1959-1960 |
| 14   | Gunnar Gren          | 1960      |
| 15   | Holger Hansson       | 1961-1962 |
| 16   | Yngve Brodd          | 1963-1966 |
| 17   | Bertil Johansson     | 1967-1970 |
| 18   | Hans Karlsson        | 1971-1973 |
| 19   | Holger Hansson       | 1974      |
| 20   | Nils Berghamn        | 1975-1976 |

| Rang | Nom                 | Période   |
| ---- | ------------------- | --------- |
| 21   | Hasse Karlsson      | 1977-1978 |
| 22   | Sven-Göran Eriksson | 1979-1982 |
| 23   | Gunder Bengtsson    | 1982      |
| 24   | Björn Westerberg    | 1983-1984 |
| 25   | Gunder Bengtsson    | 1985-1987 |
| 26   | Kjell Petterson     | 1988-1989 |
| 27   | Roger Gustafsson    | 1990-1995 |
| 28   | Mats Jingblad       | 1996-1998 |
| 29   | Reine Almqvist      | 1998-1999 |
| 30   | Stefan Lundin       | 1999-2002 |

| Rang | Nom                        | Période   |
| ---- | -------------------------- | --------- |
| 31   | Roger Gustafsson           | 2002      |
| 32   | Bosse Johansson            | 2003-2004 |
| 33   | Arne Erlandsen             | 2004-2006 |
| 34   | Kjell Petterson            | 2006      |
| 35   | Stefan Rehn & Jonas Olsson | 2007-2011 |
| 36   | Mikael Stahre              | 2012-2014 |
| 37   | Jörgen Lennartsson         | 2015-2017 |
| 38   | Poya Asbaghi               | 2018-2020 |

### Joueurs emblématiques
| Joueurs           | Matchs |
| ----------------- | ------ |
| Mikael Nilsson    | 609    |
| Bengt Berndtsson  | 599    |
| Jerry Carlsson    | 535    |
| Magnus Erlingmark | 515    |
| Tommy Holmgren    | 510    |

| Joueurs          | Buts |
| ---------------- | ---- |
| Filip Johansson  | 333  |
| Torbjörn Nilsson | 329  |
| Gunnar Rydberg   | 310  |
| Bertil Johansson | 290  |
| Arne Nyberg      | 288  |

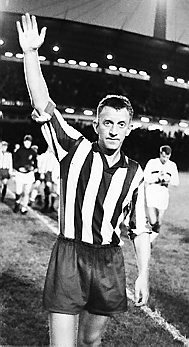
Bertil Johansson sous les couleurs de l'IFK.

En 2004, à l'occasion du centenaire de l'IFK Göteborg, le journal Göteborgs-Posten propose à ses lecteurs un sondage pour élire « l'équipe du siècle ». Les onze joueurs retenus sont :
- Thomas Ravelli (G)
- Ruben Svensson (en) (D)
- Glenn Hysén (D)
- Magnus Erlingmark (D)
- Stig Fredriksson (D)
- Gunnar Gren (M)
- Glenn Strömberg (M)
- Bertil Johansson (M)
- Bengt Berndtsson (A)
- Filip Johansson (A)
- Torbjörn Nilsson (A)